# Састав-Река
Састав-Река (серб. Састав Река) — населённый пункт в общине Црна-Трава Ябланичского округа Республики Сербии.

## История
Село возникло в 1950-х годах в результате строительства автомобильной дороги Лесковац — Црна-Трава.

## Население
Согласно переписи населения 2002 года, в селе проживало 40 человек (37 сербов и 3 лица неизвестной национальности).
| Численность населения | Численность населения | Численность населения | Численность населения | Численность населения | Численность населения | Численность населения | Численность населения |
| 1948                  | 1953                  | 1961                  | 1971                  | 1981                  | 1991                  | 2002                  | 2011                  |
| --------------------- | --------------------- | --------------------- | --------------------- | --------------------- | --------------------- | --------------------- | --------------------- |
| -                     | 11                    | 18                    | 21                    | 55                    | 53                    | 40                    | 30                    |